# راهبات مرسلات سيدة المعونة الدائمة
الاسم المعروف لها هو : رهبنة مرسلات سيدة المعونة الدائمة تأسست الرهبنة على يد بطريرك الروم الكاثوليك الملكيين الراحل كيرلس التاسع مغبغب (1925- 1947) عام 1936 خلافاً لما ذكر في بعض المراجع بأن مؤسس هذه الرهبنة هو البطريرك الراحل مكسيموس الرابع الصايغ لأنه لم يكن قد تولى السدة البطريركية إلا اعتباراً من عام 1947 ولغاية 1967.
هدفها ونشاطتها: مساعدة الكهنة في الخدمة الرعية، من إدارة للمدارس التعليمية ودور الايتام ومساكن المسنين التابعة للكنيسة والاهتمام بالطفولة و رعايتها و مساعدة المحتاجين. لها تواجد في لبنان و مصر و سوريا وغيرها من الدول.